# イオン室蘭店
イオン室蘭店（イオンむろらんてん）は、北海道室蘭市に所在するイオン北海道運営の総合スーパー（GMS）である。

## 概要
1939年（昭和14年）に水上正勝が室蘭で桐屋呉服店を創業し、1955年（昭和30年）6月4日に有限会社桐屋呉服店が設立された。
1978年9月20日に株式会社室蘭ファミリーデパートを設立した。
1981年（昭和56年）4月15日に「室蘭ファミリーデパート桐屋」を開店した。同日、丸井今井室蘭支店、長崎屋室蘭中央店も開店した。
1998年（平成10年）5月増床して「室蘭サティ」に業態転換。
2000年9月、室蘭ファミリーデパートがマイカル北海道に合併。
2002年にポスフール室蘭店となり、2011年3月1日イオン室蘭店になった。

### 移転計画
2012年から移転を検討し、2013年6月東中学校跡地の有権交渉者に決定し、2014年3月に取得。しかし、土壌調査で有害物質が検出され断念。その後、この地にはDCM寿店が開店し、専門店や飲食店なども建設される予定。
2018年、移転場所を2022年8月に移転する室蘭市公設地方卸売市場跡地に変更し、2019年に優先交渉権者となった。売場面積は2万6千平方メートルで、複数のテナントで構成するモール型店舗として新築する計画とした。
2022年、室蘭市と契約期間や賃借料で基本合意し、合意書を締結。市が約７万２千平⽅メートルの敷地を2023年4⽉からイオン北海道が借り受け、 着工は2024年春にも始まるはずだった。
2023年12月、市は2027年度にずれ込む見通しを表明。札幌駅周辺の再開発やラピダス進出の影響で建設需要が高まり、工事を請け負うゼネコンなどが見つからないため。

## 年表
- 1939年（昭和14年） - 水上正勝が桐屋呉服店を創業[18]。
- 1955年（昭和30年）6月4日 - 有限会社桐屋呉服店を設立[18]。
- 1978年（昭和53年）9月20日 - 株式会社室蘭ファミリーデパートを設立[18]。
- 1981年（昭和56年）4月15日 - 「室蘭ファミリーデパート桐屋」を開店[19]。
- 1998年（平成10年）5月 - 増床して「室蘭サティ」に業態転換[9]。
- 2000年9月 - 室蘭ファミリーデパートがマイカル北海道に合併[10][11]。
- 2002年（平成14年） - ポスフールへの店名変更に伴い、「ポスフール室蘭店」と改称[20][12]。
- 2011年（平成23年）3月1日 - イオンへの店名変更に伴い、「イオン室蘭店」と改称[21][22][13][広報 1]。

## フロアとテナント
出典:

### フロア概要
核店舗のイオン室蘭店と25の専門店で構成される。
| 階   | フロア概要                       |
| ---- | -------------------------------- |
| 屋上 | 屋上駐車場                       |
| 2階  | 直営売場・専門店街               |
| 1階  | 直営売場・専門店街・レストラン街 |

### 主なテナント
1階
- サーティワンアイスクリーム
- マクドナルド
- ダイソー（100円ショップ）

※テナント情報は2024年9月時点
出店テナント全店の一覧詳細情報は公式サイト「専門店・フロアマップ」を、営業時間およびATMを設置している金融機関の詳細は公式サイトを参照。

## アクセス
国道37号線沿い。
バス
- 道南バス「東町2丁目」バス停下車

鉄道
- 北海道旅客鉄道（JR北海道）東室蘭駅から徒歩で約7分

自動車
- 道央自動車道 登別室蘭ICより約17分

## 近隣施設
- 道南バス
  - 本社
  - 東町ターミナル（室蘭東営業所）
- 北海道室蘭栄高等学校
- 東室蘭郵便局
- 弥生ショッピングセンター
  - スーパーセンタートライアル室蘭東店
  - ゲオ室蘭東町店
  - ツルハドラッグ東町店
  - ダイソー室蘭弥生ショッピングセンター店
- ニトリ室蘭店[注 3]

## その他
- 室蘭女子高生失踪事件 - 2001年3月6日発生。当時の室蘭サティで[24]、防犯カメラに行方不明者の姿が記録されている[25]。それとほぼ同じころ、当店北側の路上で高校の友人2人とすれ違い、声をかけたのが最後の目撃情報である[24][26]。